# Kateryna Serdjuk (Bogenschützin)
Kateryna Walerijiwna Serdjuk (ukrainisch Катерина Валеріївна Сердюк; * 22. Januar 1983 in Charkiw, Ukrainische SSR) ist eine ukrainische Bogenschützin.
Die 1,85 Meter große Kateryna Serdjuk belegte bei den Olympischen Spielen 2000 in der Einzelwertung den 16. Platz. Mit der ukrainischen Mannschaft erreichte sie das Finale, wo die Ukrainerinnen gegen die Seriensiegerinnen aus Südkorea verloren.
Kateryna Serdjuk hieß nach ihrer Heirat Sumko.